# Iltis (1927)
L'Iltis est un torpilleur de la classe Type 1924 de la Reichsmarine puis de la Kriegsmarine.

## Histoire
L'Iltis est construit en même temps que le Wolf. Les deux bateaux sont lancés par l'amiral Wilhelm von Lans qui commandait le SMS Iltis durant la révolte des Boxers.
En 1930, il participe à un voyage en mer Méditerranée puis est du 15 juin au 3 juillet dans les eaux norvégiennes. Le 6 février 1932, il est désarmé, son équipage est transféré sur le Wolf.
Il revient en octobre 1932. Son équipage provient du Leopard. À l'été 1933, il va à Helsinki et à Riga puis dans les eaux suédoises. En septembre 1936, en compagnie du Tiger, il va dans les eaux espagnoles pour remplacer le Kondor et le Möwe. Il revient en octobre en Allemagne pour se réunir à l'escadre qui tentera de délivrer le fasciste José Antonio Primo de Rivera. En décembre, le torpilleur repart en Allemagne. Le 3 juin 1937, il revient en Espagne puis est désarmé en juillet.
Le 5 janvier 1938, l'Iltis est remis en service. Avec le Tiger et le Wolf, il forme la 3e flottille de torpilleurs qui est présente de mars à juillet 1938 dans les eaux espagnoles. En mars 1939, il participe avec d'autres navires allemands à l'intégration du territoire de Memel dans le Troisième Reich.
Après le déclenchement de la Seconde Guerre mondiale, l'Iltis pose des mines dans le cadre de la guerre de course en mer du Nord ainsi que des missions d'escorte. Le 13 novembre 1939, il protège en compagnie de plusieurs destroyers les croiseurs Nürnberg et Köln dans l'estuaire de la Tamise. À son retour, le navire part en chantier, il ne participe pas à l'opération Weserübung. Le 26 juillet 1940, l'Iltis et quatre autres torpilleurs escortent le Gneisenau endommagé de Norvège à Kiel. Il pose ensuite des mines.
En septembre 1940, le torpilleur vient en France. Dans le port du Havre, il est atteint par une bombe le 26 septembre. Six membres d'équipage meurent, sept autres sont blessés. Après des réparations dans le port de Cherbourg, il pose des mines de décembre 1940 à mars 1941. En février, il escorte l'Admiral Hipper. Les 21 et 22 mars 1941, le torpilleur et le Jaguar escortent depuis Brest le Gneisenau et le Scharnhorst qui reviennent de l'opération Berlin.
Fin mars 1941, il repart en Norvège. Avec le Jaguar, il s'arrête à Stavanger. Le Jaguar perd son gouvernail et est remorqué par l'autre torpilleur. L'Iltis va à Bergen. Avec le Z 23 et le Z 24, le 30 mars, il accompagne l'Admiral Scheer de Kiel à l'île d'Anholt. Du 11 avril au 22 juin, il est au chantier de Schiedam puis est déscativé.
En janvier 1942, il revient au combat. Le mois suivant, il participe à l'opération Cerberus. Durant ses missions d'escorte, il tombe à plusieurs reprises sur des escadres britanniques.
Le 10 mai 1942, l'Iltis escorte le croiseur auxiliaire Stier sur la route de Hoek van Holland jusque dans le golfe de Gascogne. Le 13 mai, il est attaqué par d'autres britanniques. Atteint par une torpille, il se casse et coule en quelques minutes. Des Schnellboots arrivent deux heures après et secourent trente-trois hommes. Cent quinze membres d'équipage sont morts, dont le commandant.
L'épave de l'Iltis repose au large d'Ambleteuse au nord de Boulogne sur Mer sur un fond moyen de 40 mètres à marée basse. L'explosion de la torpille a pulvérisé la partie centrale du navire et de nombreux débris sont éparpillés sur le fond autour de l'épave.
Le navire s'est replié sur lui même, la partie avant touchant la partie arrière.
L'arrière du navire repose droit sur le fond, les deux canons de 105mm demeurant à poste. Le canon de 105mm de l'avant est tombé entre les deux parties de la coque, pointant vers la surface.
A proximité de l'épave, il est possible d'observer un affût triple lance torpilles posé sur le fond.

## Commandement
| 1er octobre 1928 à septembre 1929 | Kapitänleutnant Ulrich Brocksien                            |
| Septembre 1929 à septembre 1931   | Oberleutnant zur See / Kapitänleutnant Rudolf Peters        |
| Septembre 1931 au 6 février 1932  | Kapitänleutnant Hans Michahelles                            |
| 1er octobre 1932 à septembre 1933 | Kapitänleutnant Hans-Joachim Gloeckner                      |
| Septembre 1933 à septembre 1935   | Oberleutnant zur See / Kapitänleutnant Paul Friedrich Düwel |
| Octobre 1935 au 17 juillet 1937   | Kapitänleutnant Ralph Wenninger                             |
| 5 janvier 1938 à février 1938     | Kapitänleutnant Victor Schütze                              |
| Février 1938 à octobre 1940       | Kapitänleutnant Heinrich Schuur                             |
| Octobre 1940 au 13 mai 1942       | Kapitänleutnant Walther Jacobson                            |

## Source de la traduction
- (de) Cet article est partiellement ou en totalité issu de l’article de Wikipédia en allemand intitulé « Iltis (Schiff, 1927) » (voir la liste des auteurs).